# Grădina Botanică din Chișinău
Grădina botanică din Chișinău a Academiei de Științe a Moldovei este principala structură de cercetare în domeniul botanicii din Republica Moldova. A fost înființată la 1 septembrie 1951 de către T. Gheideman (director al acesteia în 1950–1964). Directorul actual este Dr. Alexandru Teleuță.

## Istoric
Cercetările botanice sistematice în Republica Moldova au început în 1947, când erau conduse de colaboratorii Sectorului de Botanică al Filialei Moldovenești a Academiei de Științe a U.R.S.S. Sectorul respectiv a fost reorganizat, la 31 iulie 1950, conform unei Hotărâri a Sovietului Miniștrilor al R.S.S.M., în Grădină Botanică. În toamna aceluiași an, în orașul Chișinău, pe valea râului Durlești (actuala Grădină dendrologică), se alocă un teren cu suprafața de 74 ha pentru construcția Grădinii Botanice. În 1950–1964 se creează colecții și expoziții de plante.

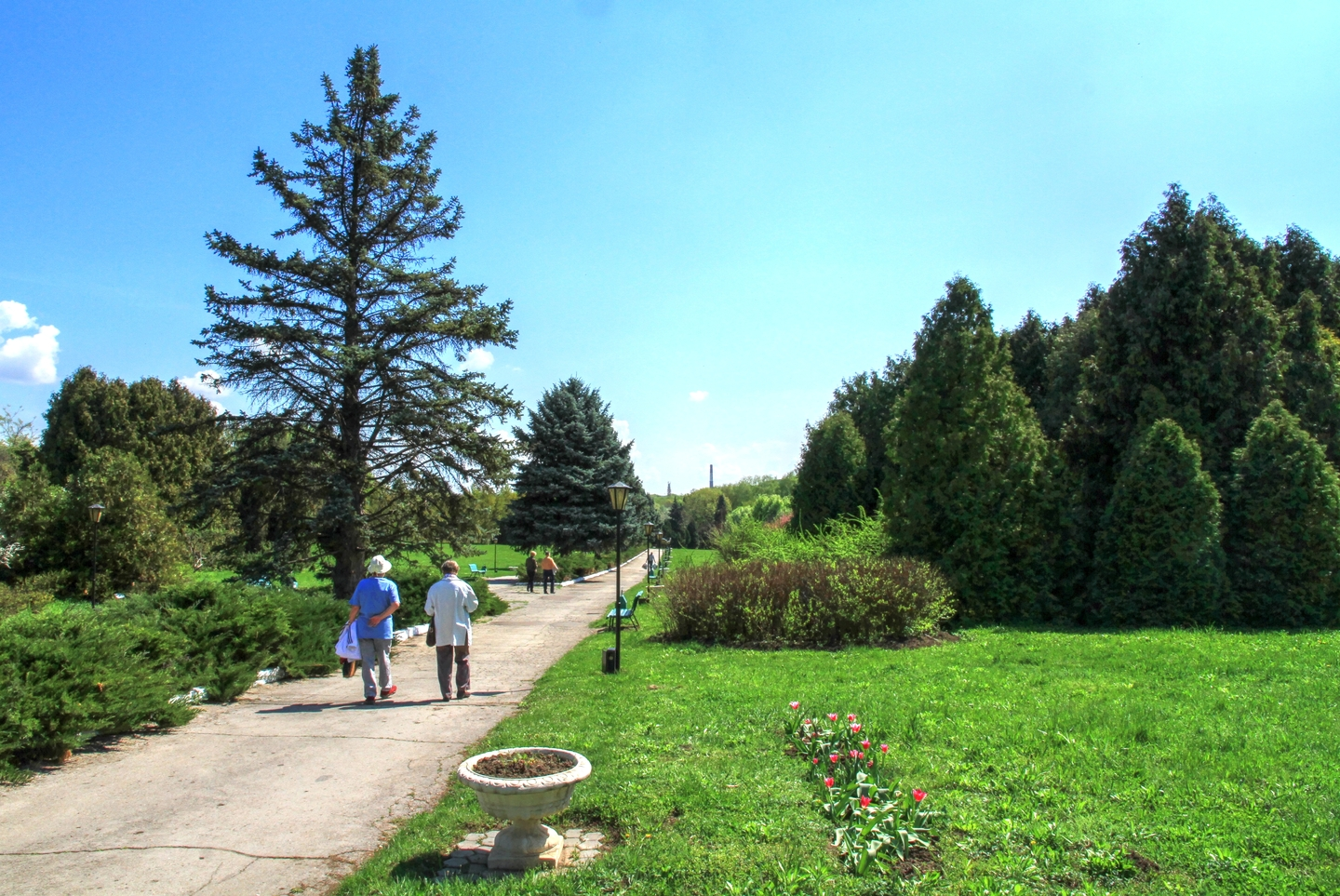
Alee

La 27 septembrie 1965, Sovietul Miniștrilor al R.S.S.M. alocă, la periferia de sud-est a Chișinăului, un nou teren, cu suprafața de 104 ha, pentru proiectarea și construcția actualei Grădini Botanice a Academiei de Științe a Moldovei. Noul teritoriu includea 24 tipuri de soluri cu ape subterane. Lucrările de proiectare și construcție au fost efectuate sub conducerea academicianului Alexandru Ciubotaru, care a activat în calitate de director al acestei instituții mai mult de 32 de ani. La 1 iulie 1975, Grădina Botanică a Filialei Moldovenești a Academiei de Științe a U.R.S.S. primește statutul de instituție de cercetări științifice.
Activitatea instituției a fost condusă de:
- profesorul V. Andreev, 1947–1950
- membru corespondent T. Geideman, 1950–1964
- academicianul Alexandru Ciubotaru, 1964–1986
- doctorul I. Maiațkii, 1986–1988 (interimar)
- academicianul Andrei Negru, 1988–1996
- doctorul Alexandru Teleuță, 2006–prezent.

Un deosebit aport la dezvoltarea Grădinii Botanice l-au adus academicienii N. Țițin, A. Fiodorov, N. Smolskii, A. Grodzinskii; profesorii S. Sokolov, P. Lapin, L. Rubțov și alții.
În urma ninsorilor abundente din aprilie 2017 au pierit sau au fost avariați circa 80% din arborii și arbuștii decorativi care fac parte din colecțiile și expozițiile grădinii.

## Direcții de cercetare
- Introducerea unor noi grupe de plante;
- Cercetarea vegetației Moldovei;
- Înverzirea orașelor și satelor Moldovei.

## Sectoarele și laboratoarele Grădinii Botanice
| Sectoarele Grădiini Botanice      | Anul fondării | Suprafața, ha | Taxonomie                                                       |
| --------------------------------- | ------------- | ------------- | --------------------------------------------------------------- |
| Alpinarium                        | 1982          | 0,6           | 50 specii                                                       |
| Dendrarium                        | 1972          | 24            | 40 familii, 106 genuri, 562 specii                              |
| Flora Moldovei                    | 1972          | 10,7          | 30 specii arbori, 18 specii arbuști, 110 specii plante ierboase |
| Pinarium                          | 1972          | 10            | 4 familii, 10 genuri, 90 specii                                 |
| Rozarium                          | 1980          | 3             | 10 specii                                                       |
| Floricultură                      | 1972          | 3,5           | 3000 specii                                                     |
| Siringarium                       | 1982          | 1             | 16 specii                                                       |
| Plante tropicale și subtropiucale | 1975          | 0,003         | 2550 specii                                                     |
| Sector Ornamental                 | -             | -             | -                                                               |
| Fructuarium                       | -             | -             | -                                                               |
| Lianarium                         | -             | -             | -                                                               |
| Iridarium                         | -             | -             | -                                                               |

### Laboratoare
- Laborator Dendrologie;
- Laborator Embriologie și Biotehnologie;
- Laborator Flora spontană;
- Laborator Silvicultură și Geobotanică;
- Laborator Plante aromatice și medicinale;
- Laborator Plante netradiționale;
- Laborator Floricultură.

## Galerie de imagini

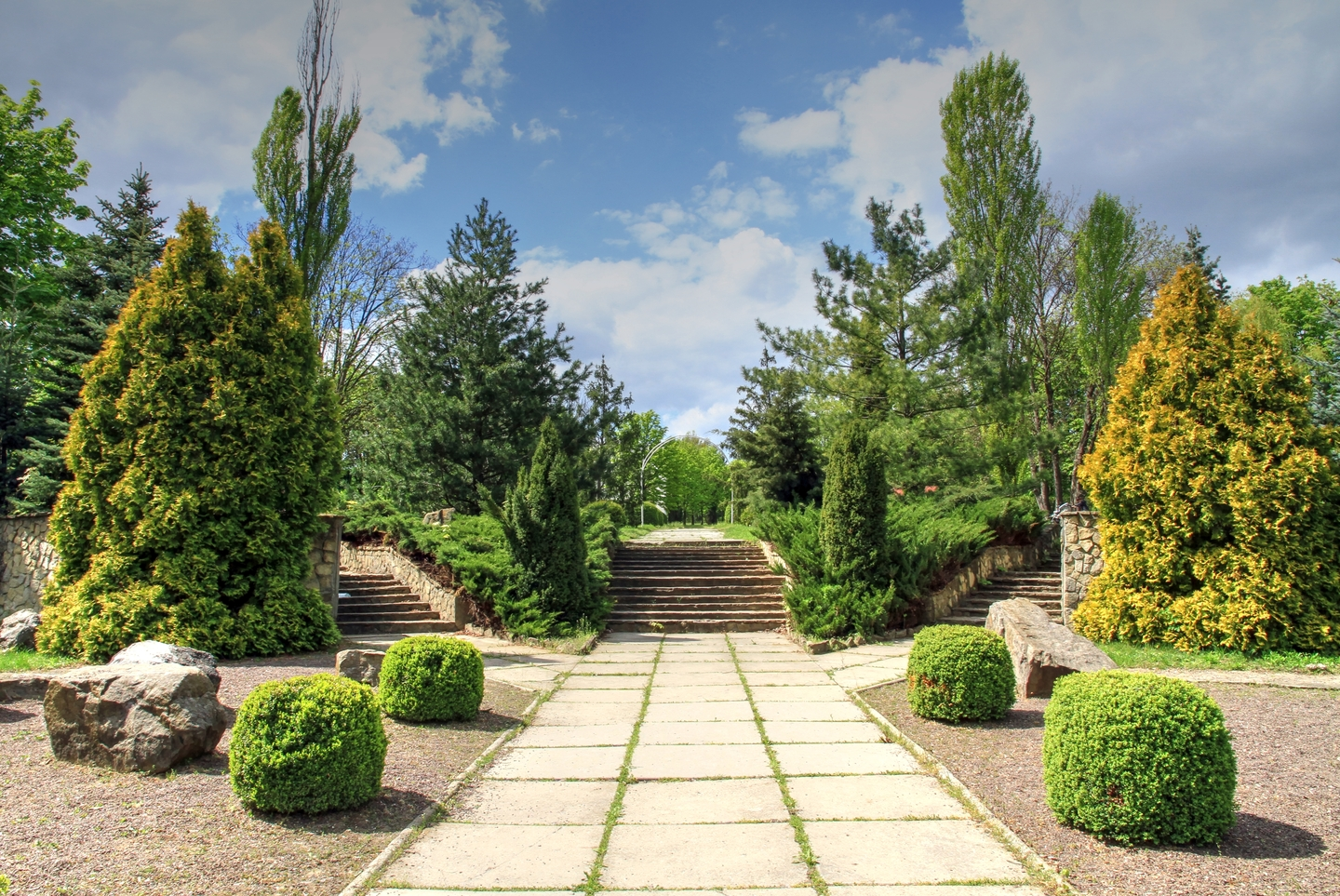
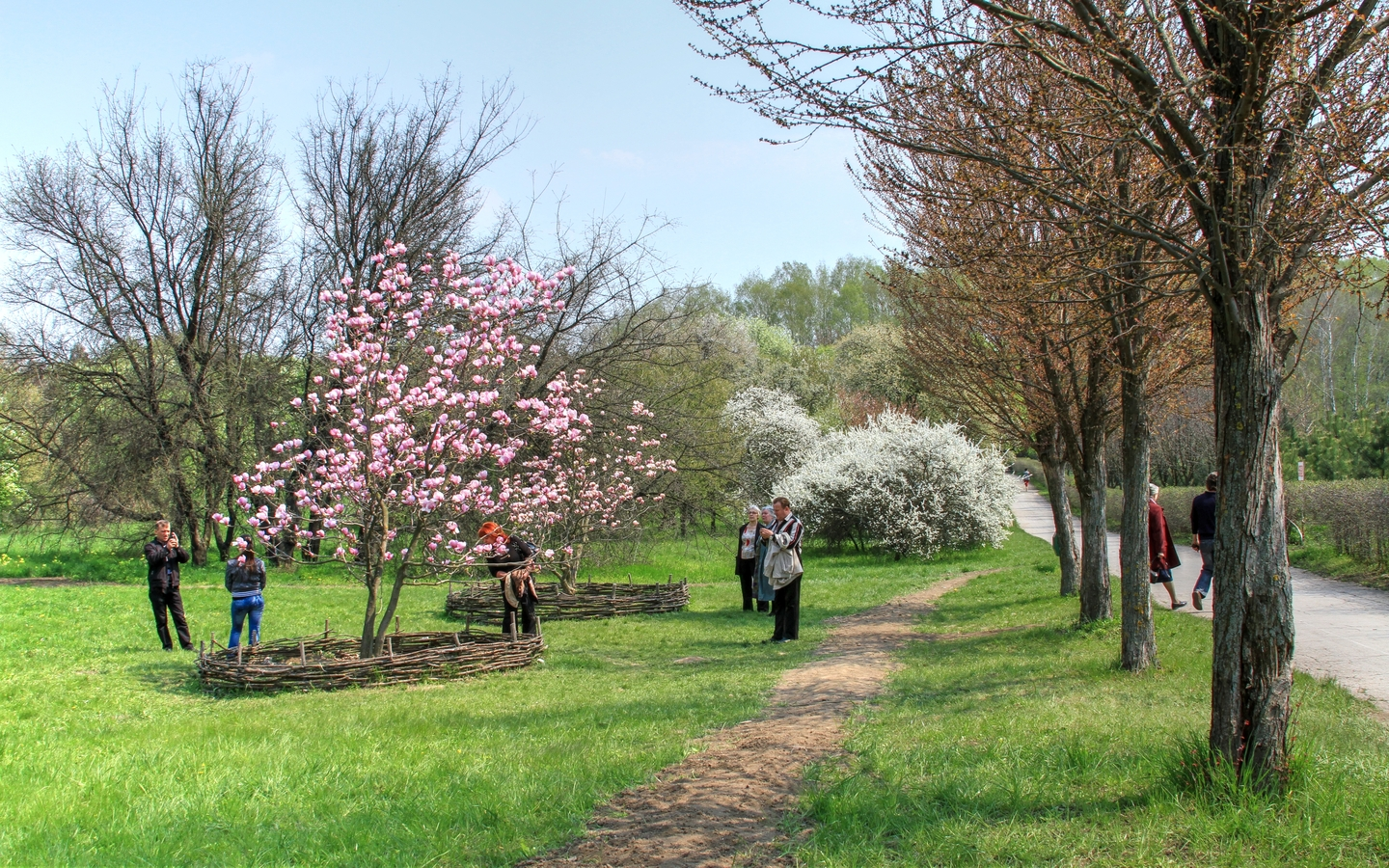
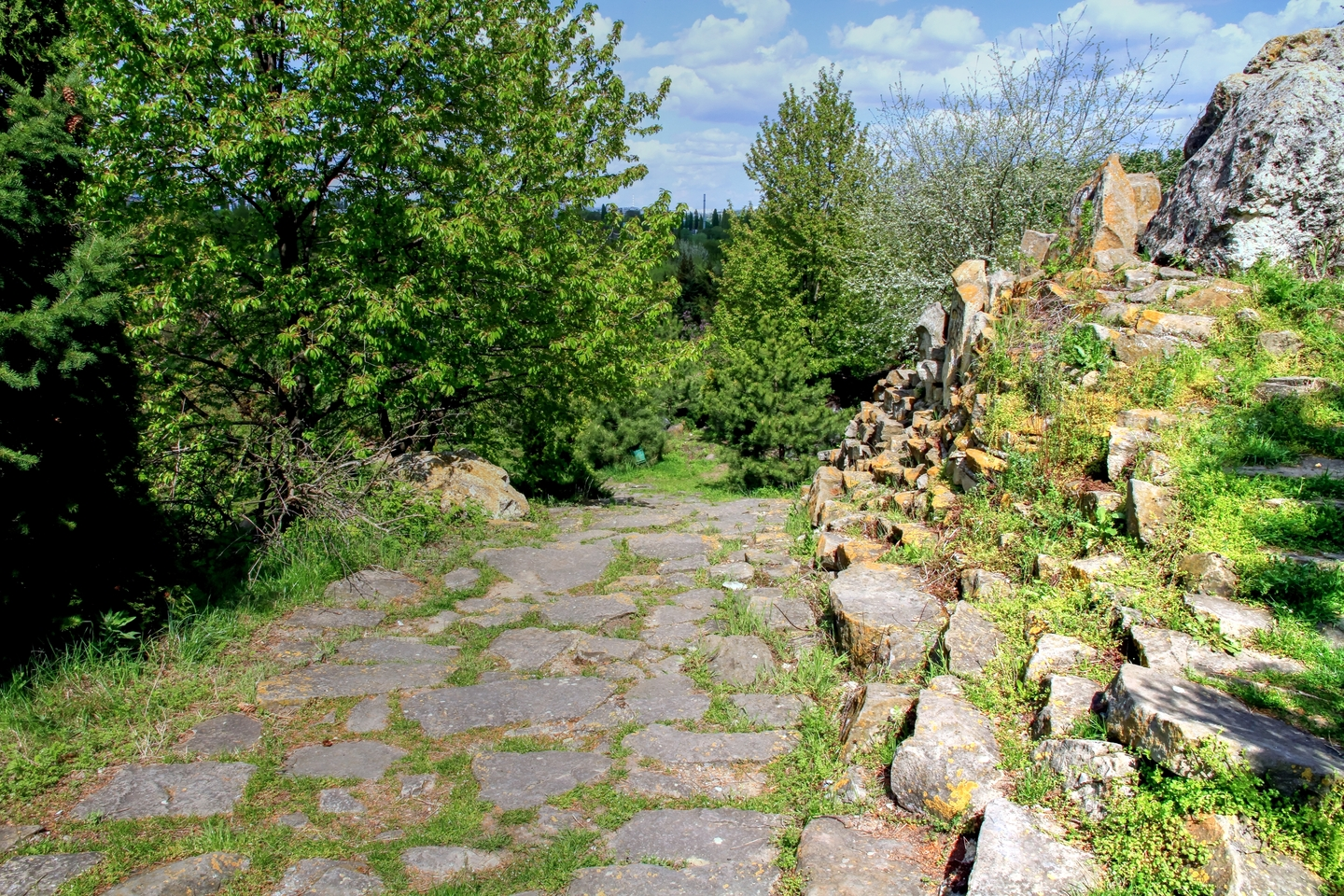
Formațiune de calcar în grădină
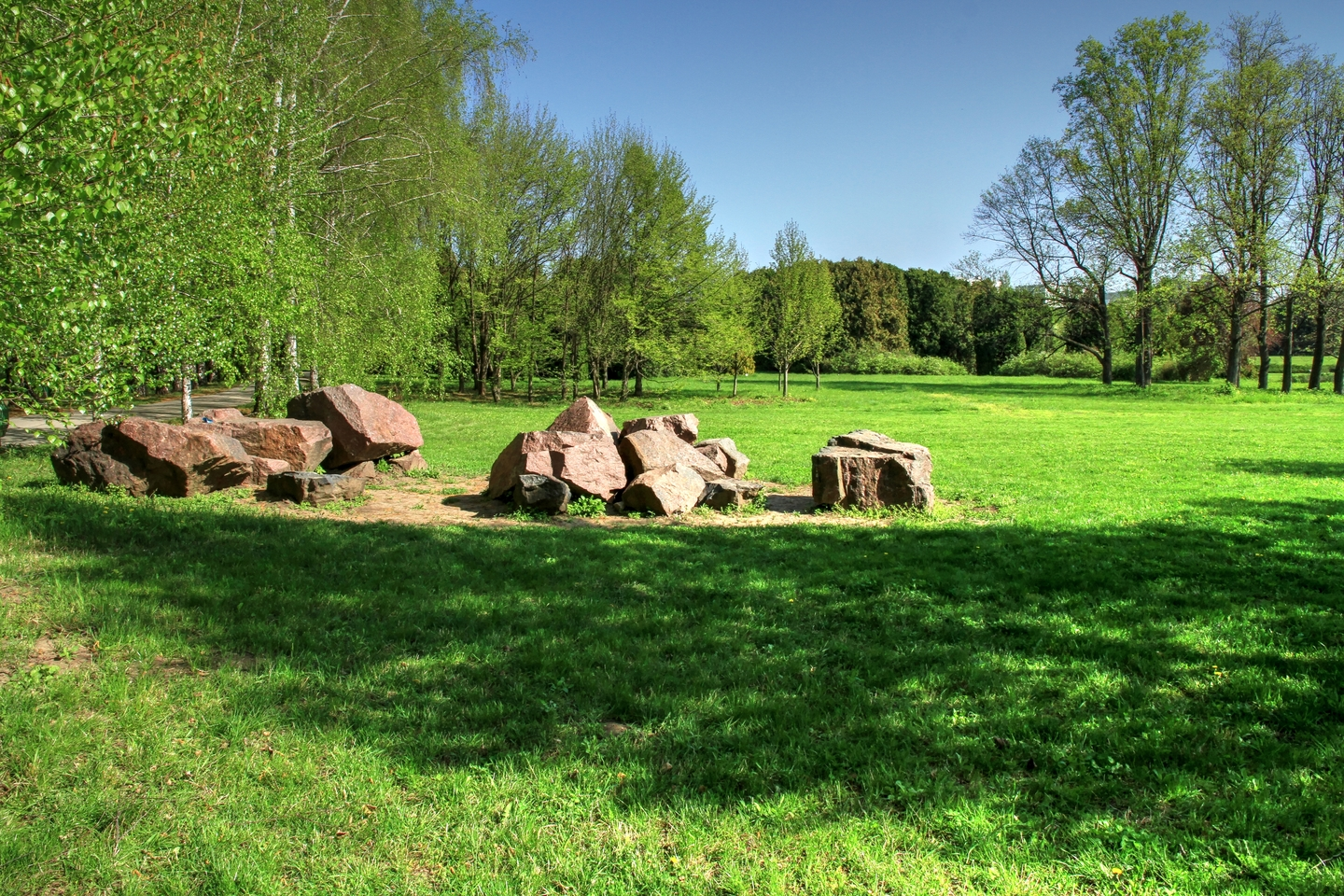
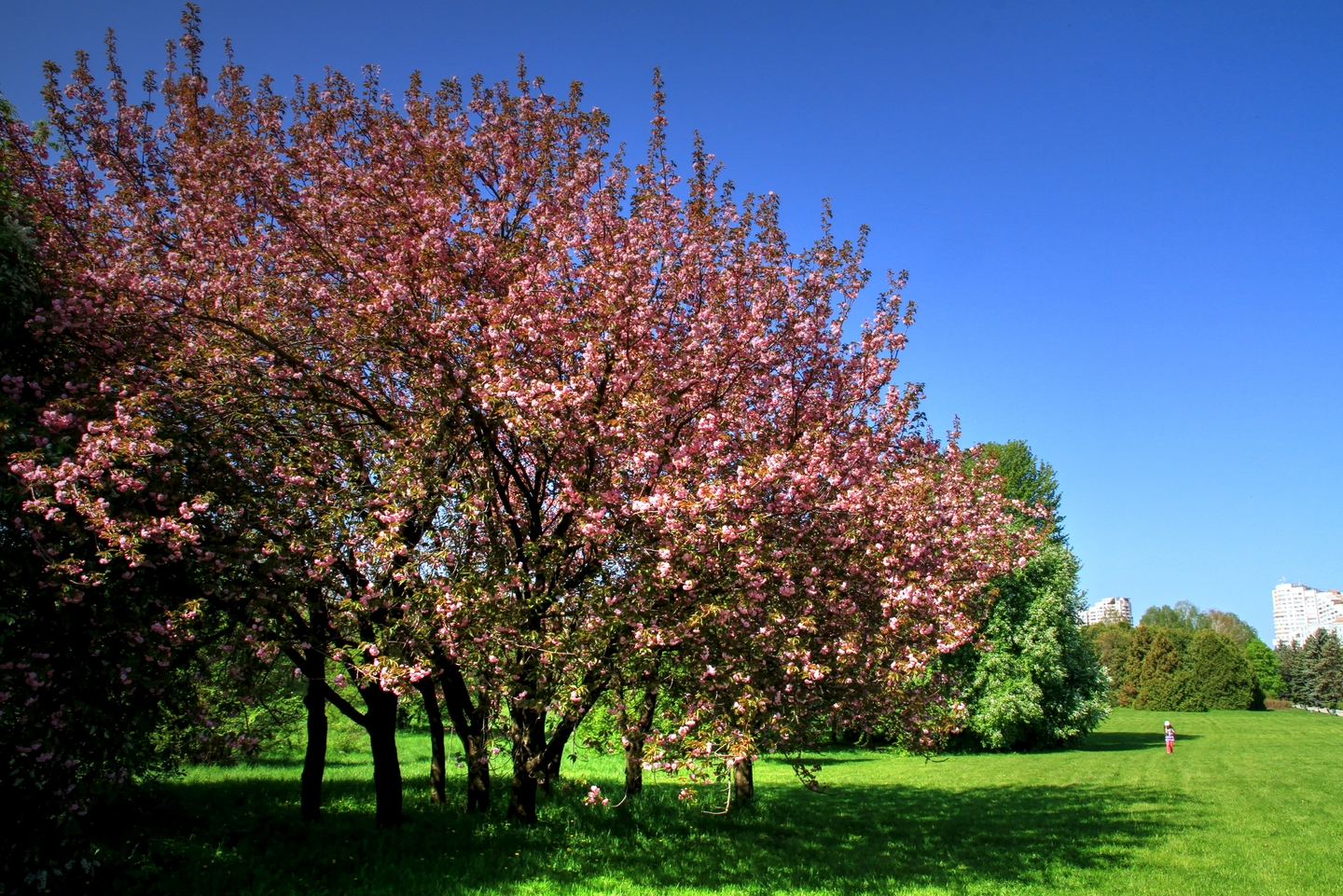
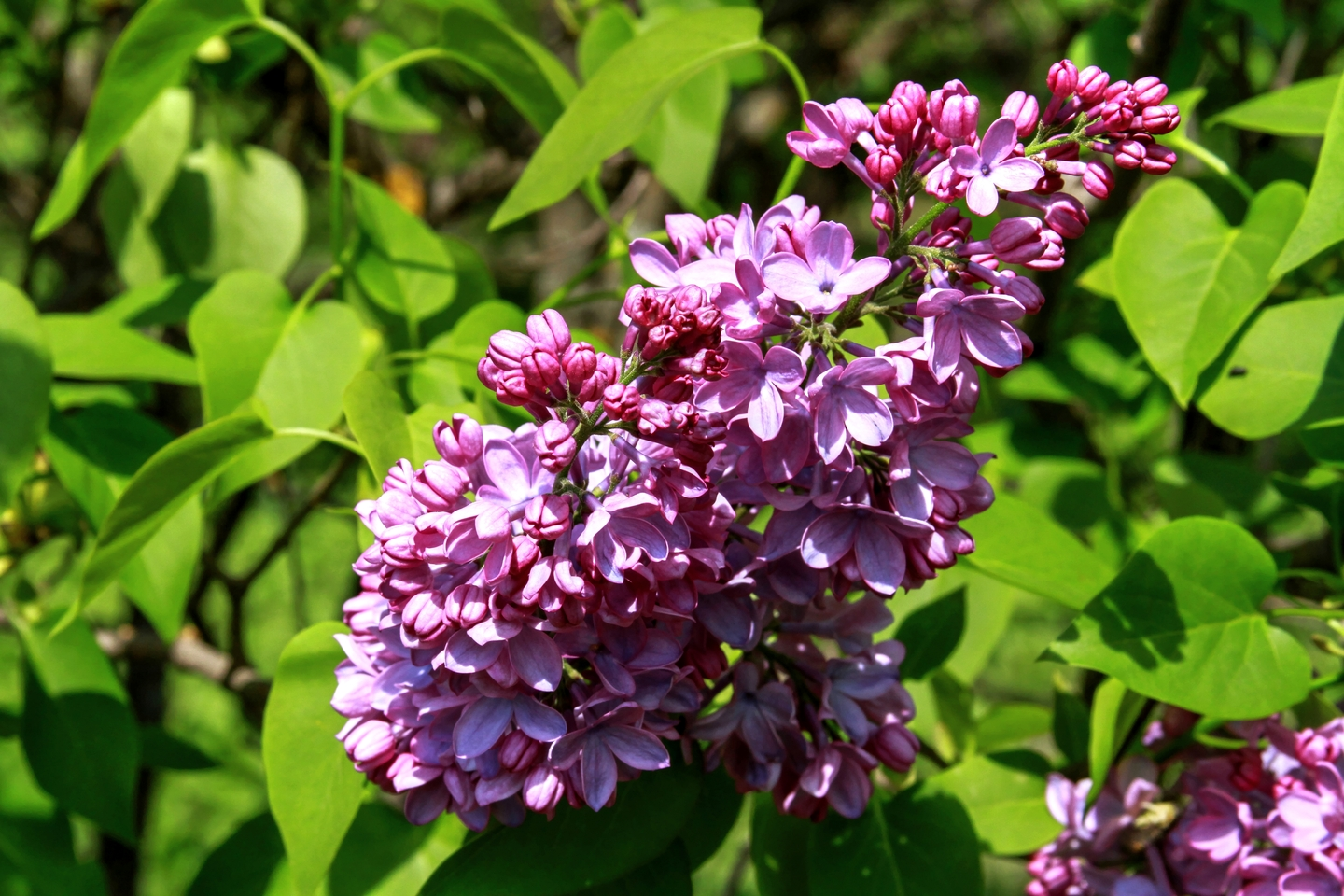
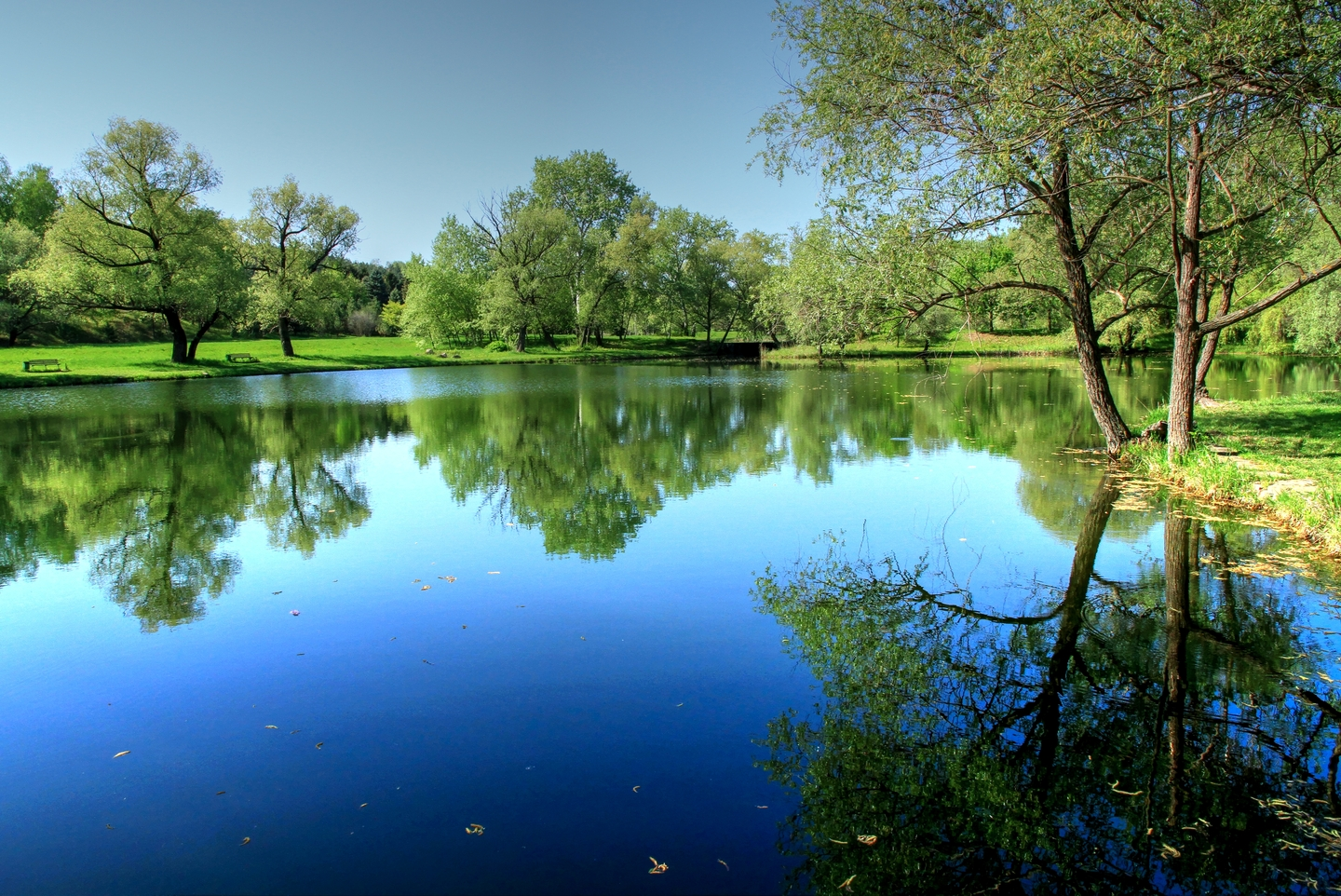
Unul dintre cele patru lacuri din grădină
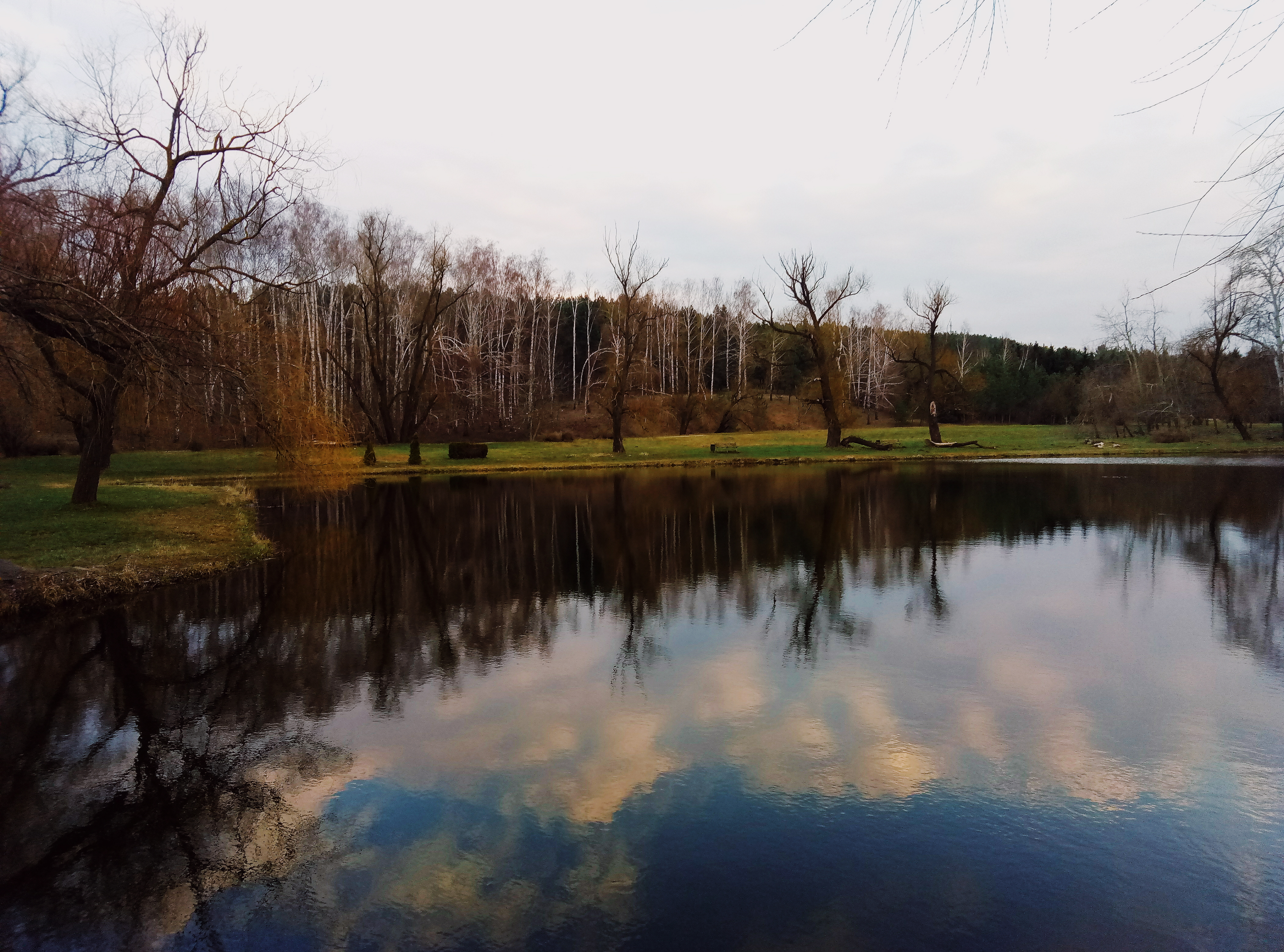
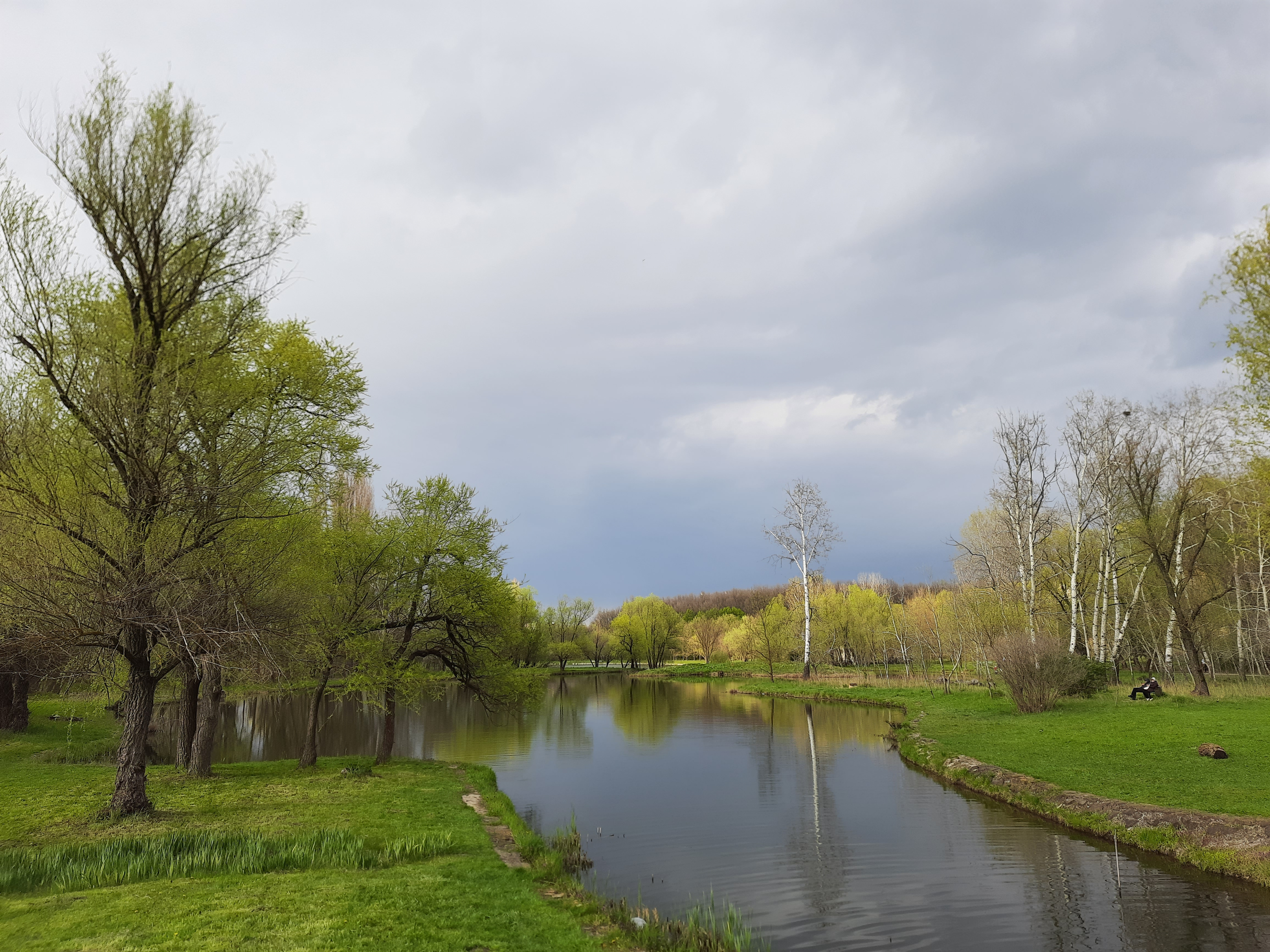
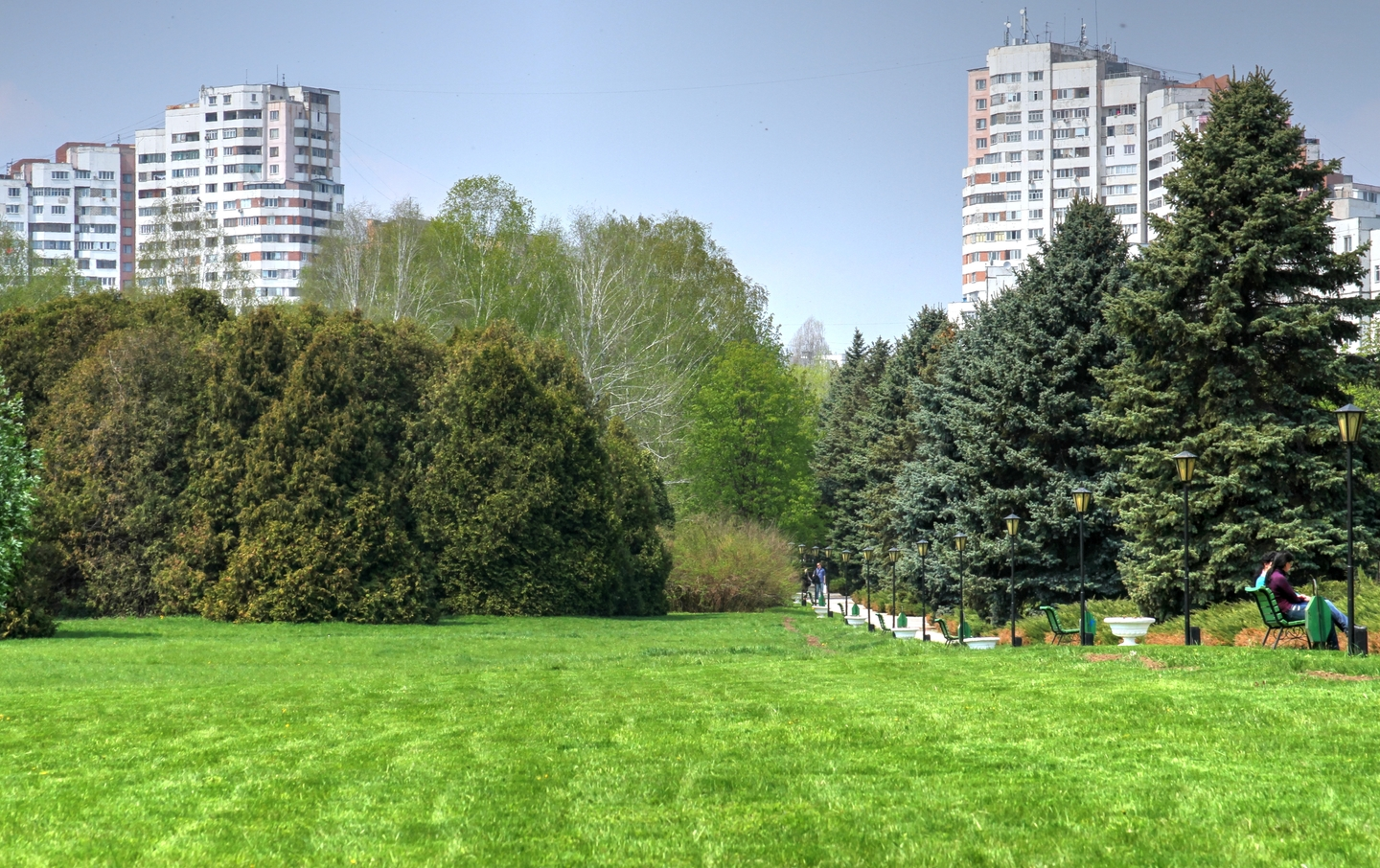
Vedere din grădină spre Porțile orașului